# Рубино, Томмазо
Томмазо Рубино (итал. Tommaso Rubino; родился 10 ноября 2006) — итальянский футболист, выступающий на позициях нападающего или атакующего полузащитника за клуб «Фиорентина».

## Клубная карьера
Воспитанник футбольной академии «Фиорентины». В сезоне 2022/23 забил 30 голов за команду «Фиорентины» до 17 лет. 12 июля 2023 года подписал свой первый профессиональный контракт до 2026 года.
31 октября 2024 года дебютировал за «Фиорентину» в итальянской Серии A, выйдя на замену в матче против клуба «Дженоа».

## Личная жизнь
Отец Раффаэле Рубино также был профессиональным футболистом.